# Sopraelevata Aldo Moro
La strada sopraelevata Aldo Moro, nota semplicemente come sopraelevata, è una strada urbana di scorrimento di Genova, posta a un'altezza superiore rispetto alla sede stradale ordinaria (caratteristica da cui deriva l'appellativo "sopraelevata"), che congiunge il quartiere della Foce (vicino al centro) al casello autostradale di Genova Ovest.
È classificata tecnicamente come strada urbana mentre la classificazione amministrativa è quella di strada comunale. È percorsa, considerando complessivamente i due sensi, da circa 80 000 veicoli al giorno.
È lunga circa 6 km (la sua lunghezza risulta maggiore se si considerano anche le rampe di accesso e uscita) ed attraversa, nella sua parte centrale, la zona del porto antico. È intitolata al politico democristiano Aldo Moro, rapito ed ucciso nel 1978 dalle Brigate Rosse.

## Storia e viabilità

### Storia
Tra la fine degli anni cinquanta e l'inizio degli anni sessanta, la diffusione della motorizzazione di massa e il notevole aumento del traffico veicolare urbano spinsero l'amministrazione genovese a definire le prime ipotesi per una strada sopraelevata destinata al traffico di attraversamento e posta a una quota più alta rispetto alla sede stradale esistente a ridosso dell'arco portuale storico.
Nel febbraio 1961 si insediò la giunta comunale presieduta dal sindaco Vittorio Pertusio, che aveva la costruzione della nuova arteria tra le sue priorità.
La realizzazione dell'opera era già prevista dal piano regolatore generale adottato nel 1956 e fu definitivamente approvata dal Ministero dei lavori pubblici nel 1959 con il documento di pianificazione urbanistica, definendola “strada a traffico veloce”.
Il 31 marzo 1961 il consiglio comunale ratifica la decisione della giunta e decide l'affidamento della progettazione esecutiva e della costruzione alla Società C.M.F. (Società Costruzioni Metalliche Finsider), azienda del gruppo IRI. Il progetto era curato dall'ingegnere Fabrizio de Miranda, con la collaborazione dell'ingegnere Ernesto Pitto. Il collaudo della struttura fu eseguito con quaranta autocarri a pieno carico, portata ritenuta necessaria per testare la resistenza dei 4.600 metri d'asfalto disposti su due carreggiate larghe in tutto sedici metri e sorrette da 210 pilastri.
L'inaugurazione della strada avvenne il 25 agosto 1965. La prima auto imboccò la sopraelevata qualche giorno dopo, il 6 settembre; lo stesso giorno avvenne l'inaugurazione ufficiale, per mano del ministro delle Partecipazioni statali, il sestrese Giorgio Bo, in rappresentanza del governo Moro II.
La gigantesca opera costò un miliardo e 752 milioni di lire dell'epoca, corrispondente a circa 16 500 000 euro del 2008.
Il 18 marzo 1967 venne aperto al traffico il raccordo di collegamento fra la sopraelevata e l'autostrada A7 da e per Milano.
Ne era stato ipotizzato anche un proseguimento a ponente, fino all'aeroporto Cristoforo Colombo. Nel 2014 è stata realizzata la strada sopraelevata Via Guido Rossa, che si collega alla sopraelevata esistente a qualche centinaio di metri di distanza e ne costituisce la prosecuzione fino all'autostrada e alla strada per l'aeroporto.

### Viabilità
Sulla sopraelevata è vietato l'accesso ai pedoni, alle biciclette, ai ciclomotori, ai veicoli a braccia e a trazione animale e ai mezzi pesanti. La strada è a due semi-carreggiate e presenta a due corsie per senso di marcia, con limiti di velocità massima di 60 km/h e minima di 40 km/h.
In direzione levante la Sopraelevata ha quattro ingressi nella zona di Sampierdarena: uno direttamente dal casello autostradale di Genova Ovest, uno da via Cantore, uno da via Milano (inaugurato nel 2017) e uno da Lungomare Giuseppe Canepa nella zona di San Benigno; ha uscite in corrispondenza del Porto Antico e della zona di Portoria (tramite un tunnel che taglia in sotterranea il centro cittadino) e infine termina in prossimità della Fiera. 

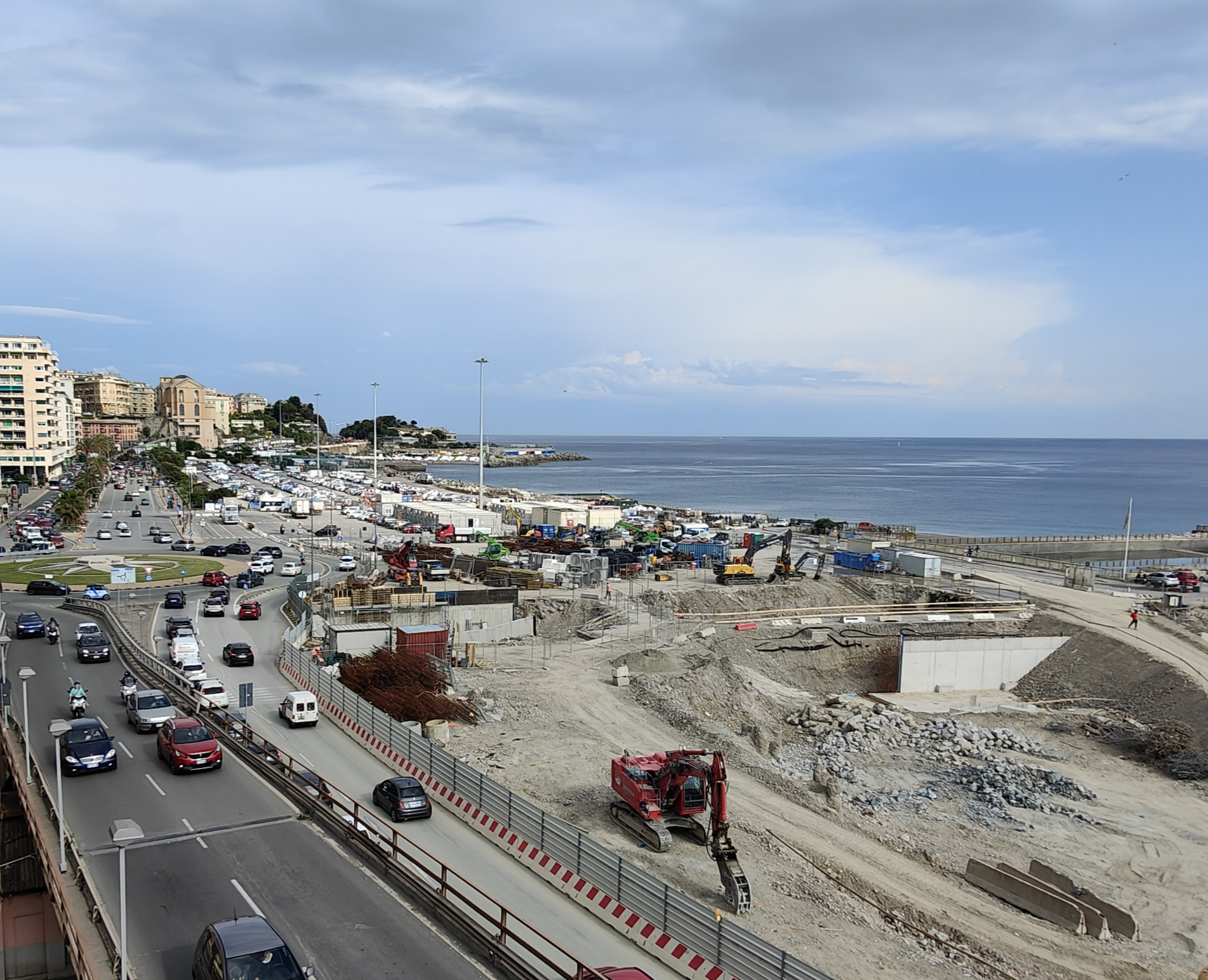
Sotto: la sopraelevata vista da via Saffi. Si vede il cantiere della Fiera (maggio 2023), la rotonda 9 novembre 1989 che porta a viale Brigate Partigiane; in rettilineo corso Marconi; a destra piazzale John Fitzgerald Kennedy

Verso ponente, sempre in prossimità della Fiera, vi sono un accesso raggiungibile da corso Quadrio e piazza Dante ed un'uscita in corrispondenza di Via di Francia (quartiere San Benigno), con una rampa che consente anche l'accesso diretto a Lungomare Canepa, mentre un'altra uscita permette di raggiungere sia Via Cantore sia il casello dell'autostrada A7 di Genova Ovest.
Fino al 1990 era attiva, nella carreggiata in direzione ponente, una rampa di entrata da piazza Cavour, poi demolita per fare spazio alle nuove sistemazioni della zona per le Colombiadi del 1992 (tra cui la realizzazione di un sottopasso che corre sotto Palazzo San Giorgio). Attualmente l'abbozzo di rampa rimasto funziona da piazzola di sosta di emergenza.

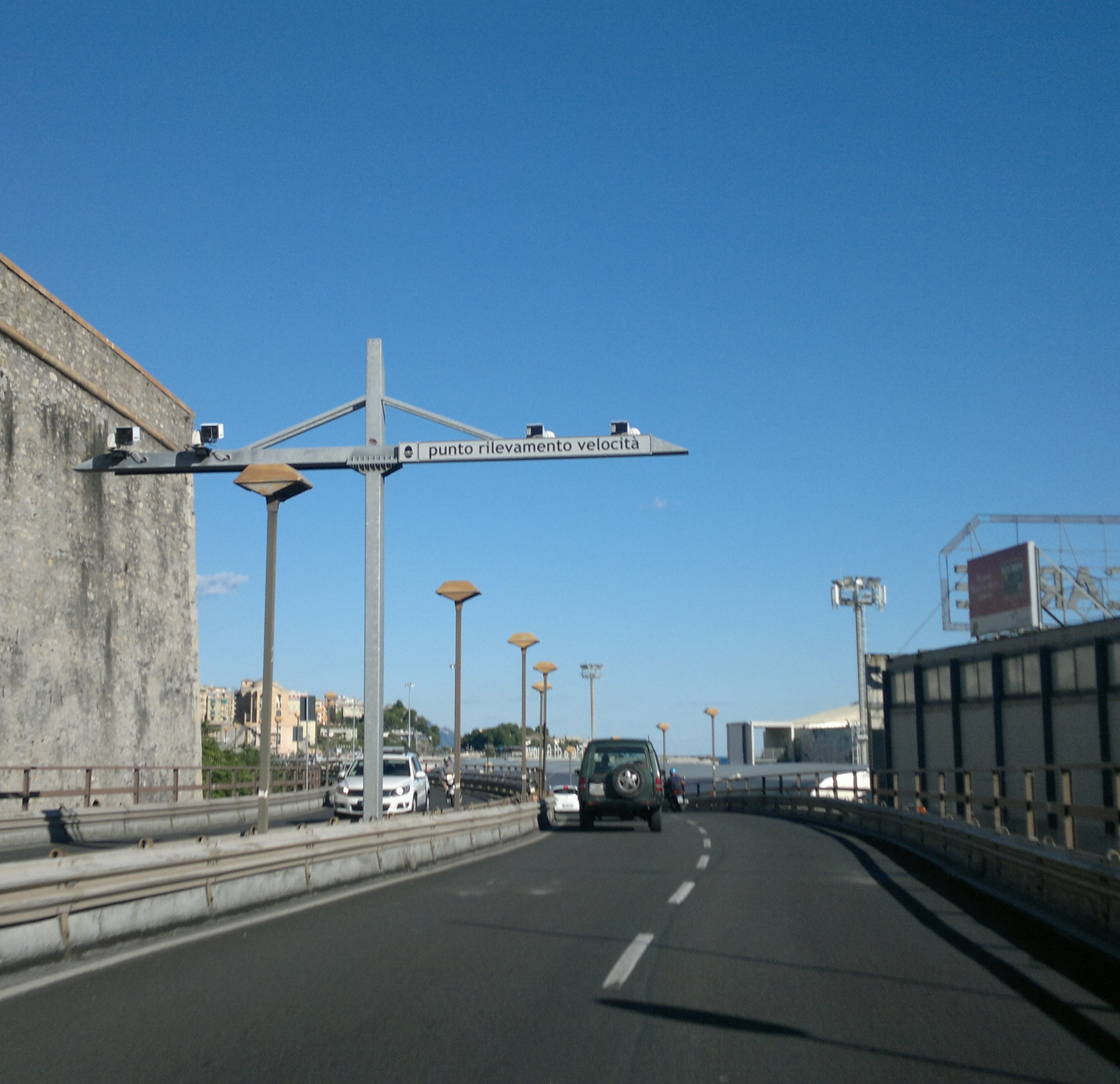
L'ultimo punto di rilevamento della velocità, all'altezza della foce

Dopo diversi annunci, avvenuti a partire dal 2010, nel marzo 2012 sulla sopraelevata è stato attivato il sistema Tutor per il controllo della velocità.

## La costruzione
(Dal video di presentazione della sopraelevata)

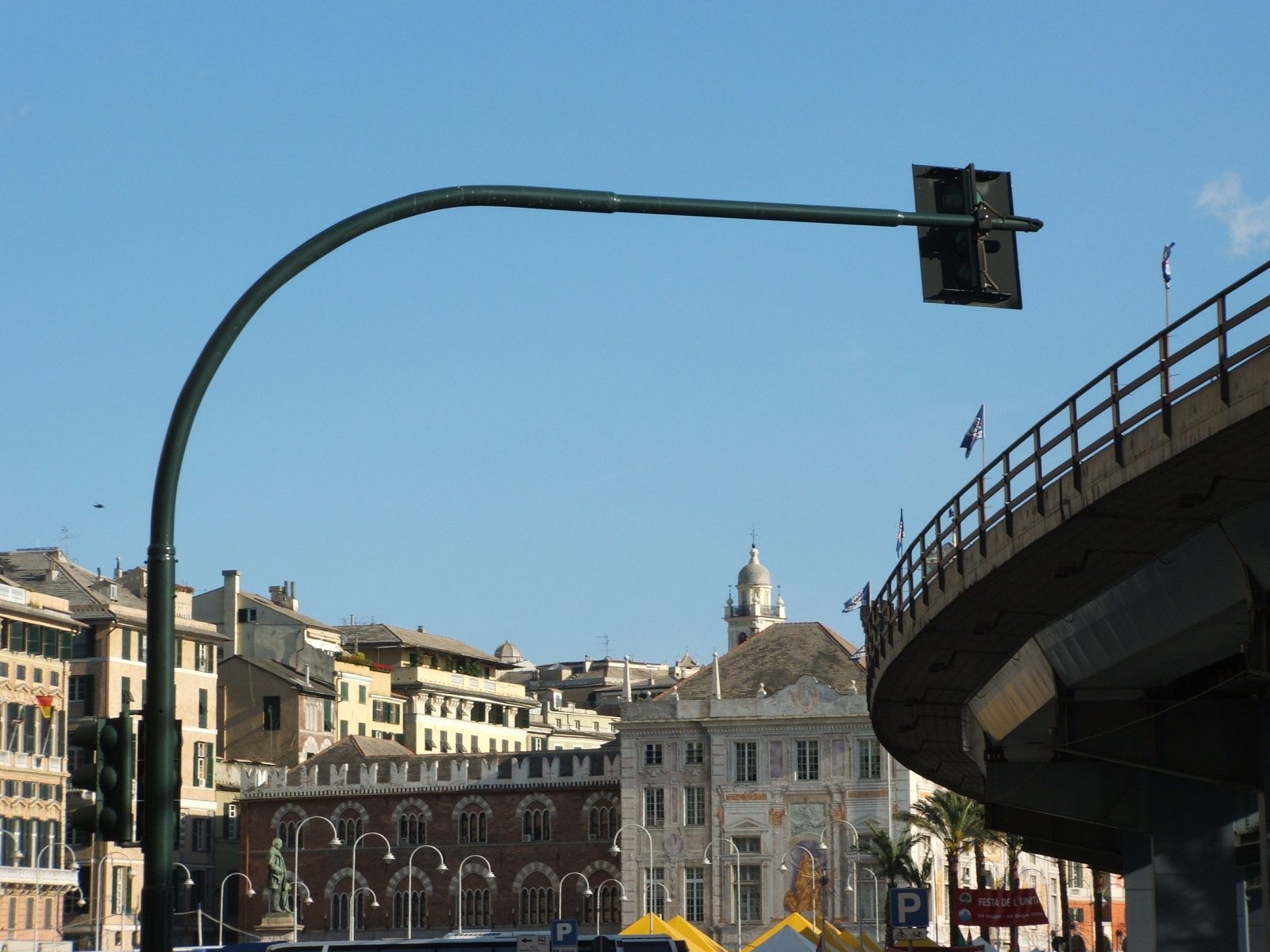
La strada sopraelevata sfiora Palazzo San Giorgio, al porto antico

La data ufficiale dell'inizio dei lavori di costruzione della sopraelevata fu il 12 febbraio 1964, giorno della posa del primo pilone. Furono necessarie quindicimila tonnellate di lamiere d'acciaio, settantatremila di calcestruzzo, la demolizione di 300 000 metri cubi di edifici (fra cui alcune palazzine del XVII secolo adiacenti al Palazzo Millo, al porto antico) per far posto alle strutture portanti, che prevedevano 78 000 metri cubi di sbancamenti.
Dopo lunghi studi di fattibilità, portati avanti dall'assessore alle Strade del Comune Ivo Lapi, della realizzazione dell'opera si occupò la CMF-Costruzioni Metalliche Finsider.

## La manutenzione

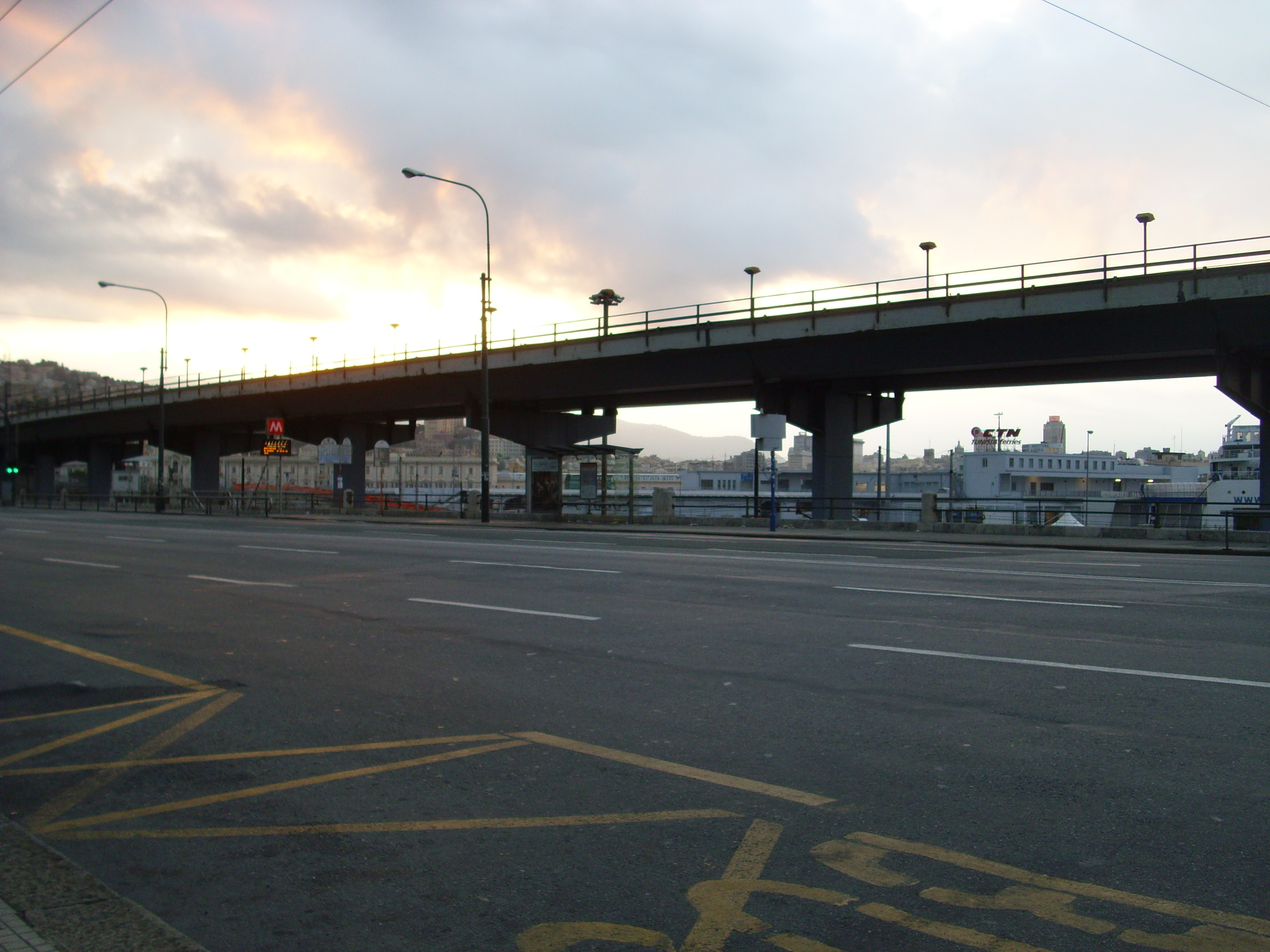
La strada sopraelevata fotografata dalla fermata della metropolitana, in via Bruno Buozzi

La nuova strada richiese interventi di manutenzione piuttosto presto: nel 1977, appena dodici anni dopo l'inaugurazione, alcuni elementi della struttura in acciaio richiesero una nuova verniciatura, peraltro ampiamente prevista dai manuali di manutenzione. 
Nel 1988 fu eseguita la manutenzione straordinaria dei giunti di dilatazione.
La strada è tuttavia rimasta sempre aperta al traffico di decine di migliaia di veicoli al giorno.
Nel corso della sua storia la sopraelevata è stata oggetto di discussioni e spesso anche di polemiche legate all'impatto visivo negativo e all'inquinamento acustico e ambientale che provoca ai numerosi palazzi vicini.

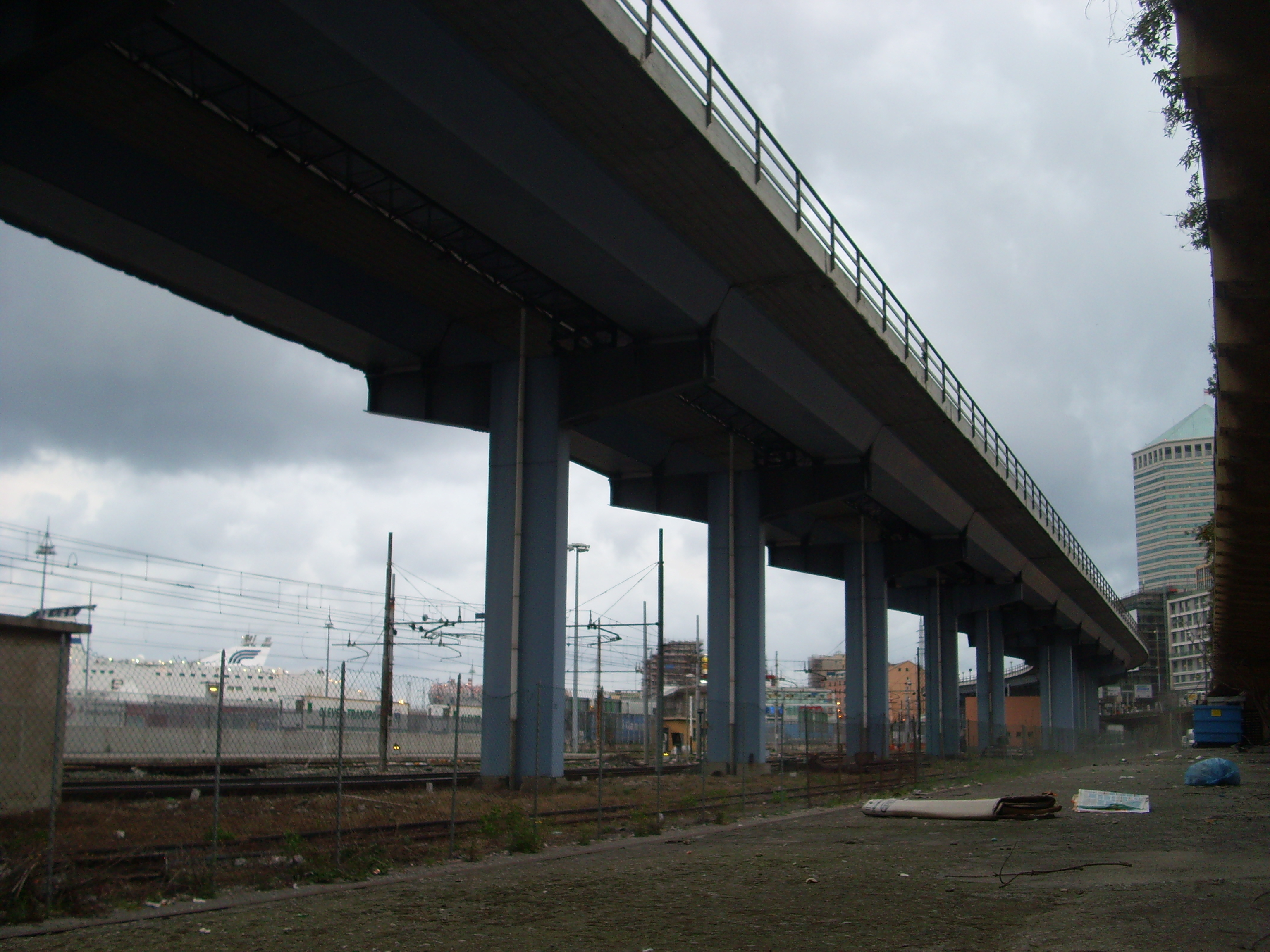
La sopraelevata nel tratto che corre sopra i binari della linea ferroviaria Genova-Savona

Più volte è stato ipotizzato di demolire la sopraelevata e di sostituirla con un nuovo tunnel sotto il porto o, in alternativa, con un ponte in grado di scavalcare da levante a ponente, fino alla Lanterna, l'intero bacino portuale genovese.